# Mastektomia

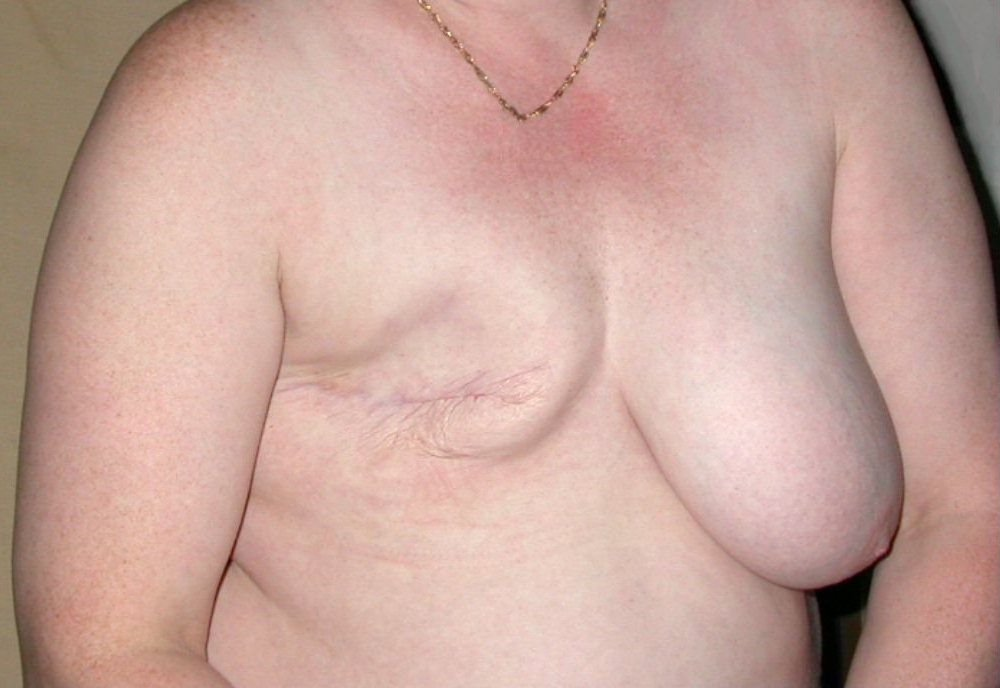
Osoba po mastektomii prawostronnej

Mastektomia (z gr. μαστός „pierś”, oraz ἐκτομή „wycięcie“) – chirurgiczne usunięcie jednej lub obu piersi, w całości lub częściowo. Mastektomia jest zazwyczaj przeprowadzana w celu leczenia lub profilaktyki raka piersi, chociaż poddają się jej również osoby transpłciowe, w szczególności trans mężczyźni, w ramach operacyjnej korekty płci.

## Wskazania
Pomimo zwiększonej dostępności technik pozwalających na zachowanie piersi u pacjentów z rakiem piersi, pewne osoby mogą być skuteczniej leczone przez tradycyjne zabiegi mastektomii, w tym:
- kobiety, które przeszły już radioterapię na dotkniętą pierś[5];
- kobiety z 2 lub więcej obszarami raka w tej samej piersi, które są zbyt odległe, aby mogły być usunięte przez 1 nacięcie chirurgiczne, przy jednoczesnym zachowaniu zadowalającego wyglądu piersi[5];
- kobiety, u których początkowa lumpektomia wraz z (jednym lub kilkoma) powtórnymi wycięciami nie usunęła całkowicie raka;
- kobiety z niektórymi poważnymi chorobami tkanki łącznej, takimi jak skleroderma, które czynią je szczególnie wrażliwymi na skutki uboczne radioterapii[5];
- kobiety w ciąży, które wymagałyby promieniowania jeszcze w ciąży (ryzyko uszkodzenia dziecka)[5];
- kobiety z guzem większym niż 5 cm (2 cale)[5], który nie kurczy się znacząco w przypadku chemioterapii bezoperacyjnej;
- kobiety z rakiem, który jest duży w stosunku do wielkości piersi[5];
- kobiety, u których stwierdzono obecność szkodliwej mutacji genu BRCA1 lub BRCA2 i które wybrały mastektomię profilaktyczną, ponieważ są one w wysokim stopniu narażone na rozwój raka piersi;
- mężczyźni z ginekomastią;
- osoby transpłciowe cierpiące na dysforię czasami decydują się na mastektomię.

## Efekty uboczne
Według cancer.org, oprócz bólu pooperacyjnego i oczywistej zmiany kształtu piersi, możliwe skutki uboczne mastektomii obejmują infekcje rany, krwiaki i seroma (wysięk płynu surowiczego). Jeśli węzły chłonne również zostaną usunięte, mogą wystąpić dodatkowe efekty uboczne.

## Rodzaje
Obecnie istnieje kilka różnych technik chirurgicznych w zakresie mastektomii, a rodzaj zabiegu, któremu dana osoba postanawia się poddać, zależy od takich czynników, jak wielkość, lokalizacja i zachowanie się guza (jeśli jest on obecny), czy operacja ma charakter profilaktyczny i czy osoba zamierza poddać się operacji rekonstrukcyjnej.
- Mastektomia prosta: Przy tym zabiegu usuwana jest cała tkanka piersi, przy czym zawartość dołu pachowego pozostaje nienaruszona. Czasami zostaje również usunięty tzw. węzeł wartowniczy.
- Zmodyfikowana radykalna mastektomia: zabieg usunięcia gruczołu sutkowego wraz z wycięciem węzłów pachowych po tej samej stronie, z zachowaniem mięśnia piersiowego większego i mięśnia piersiowego mniejszego.
- Mastektomia radykalna: Po raz pierwszy wykonana w 1889 roku[8], zabieg ten polega na usunięciu całej piersi, węzłów chłonnych pachowych oraz mięśni piersiowych większych i mniejszych znajdujących się za piersiami.
- Mastektomia prewencyjna, inaczej profilaktyczna

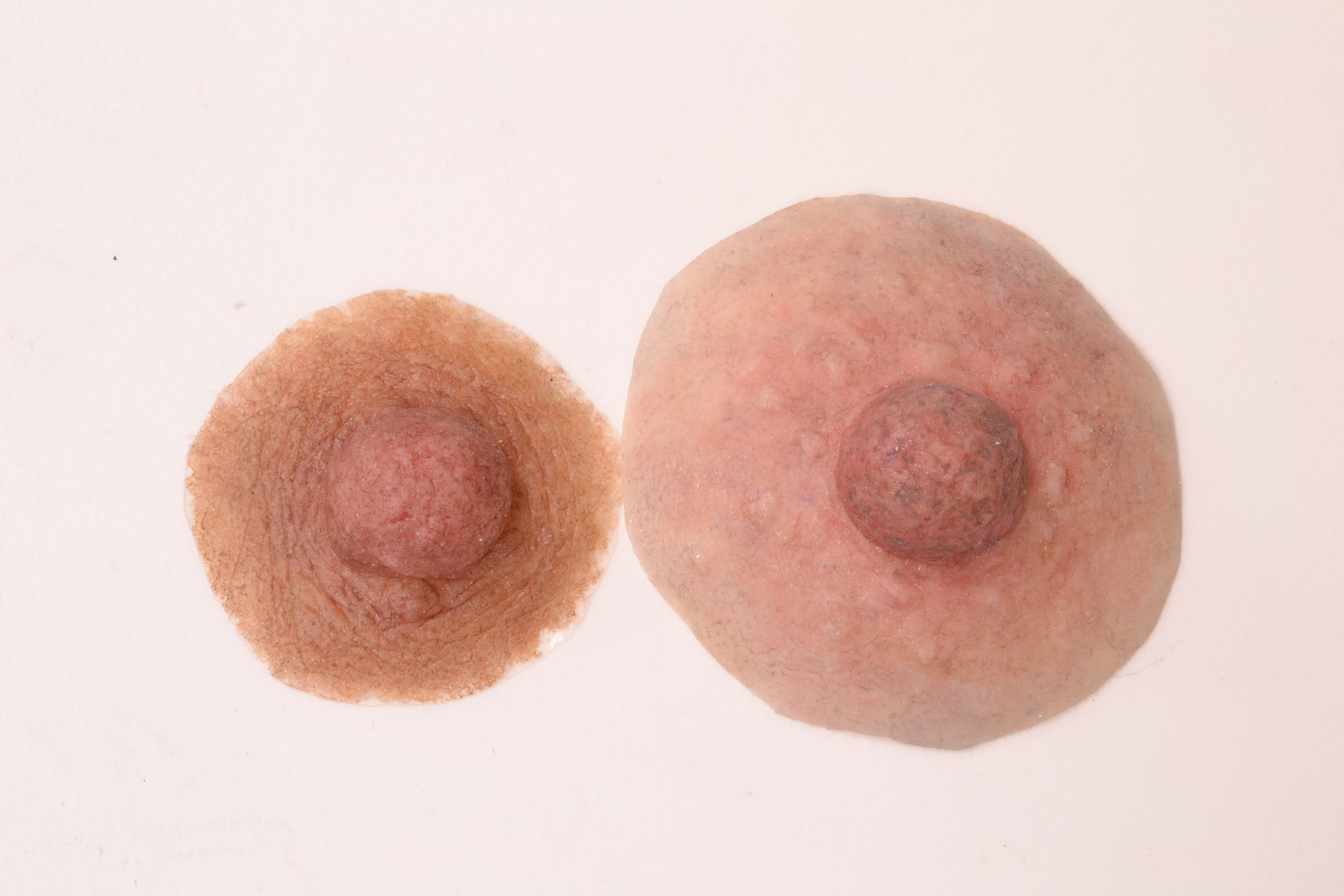
Przykłady spersonalizowanych protez brodawek sutkowych
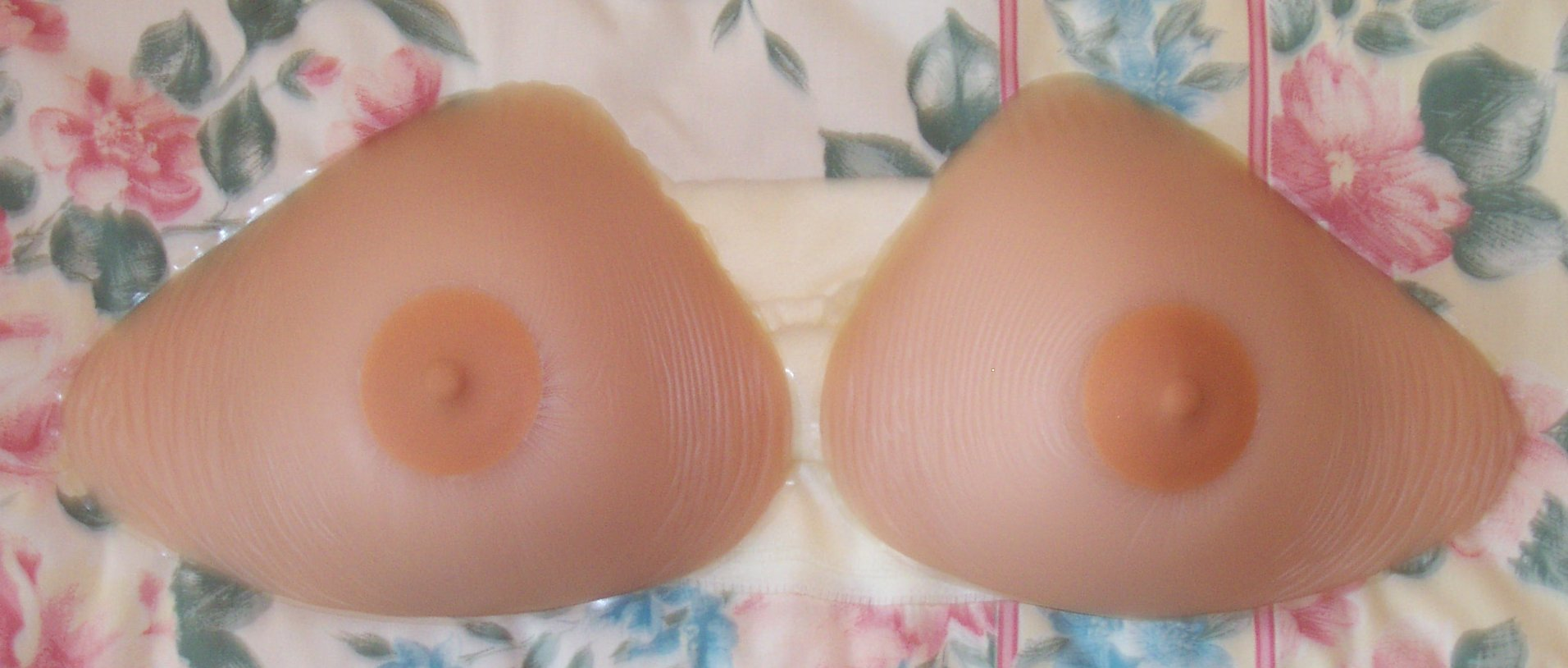
Protezy piersi używane przez niektóre kobiety po mastektomii
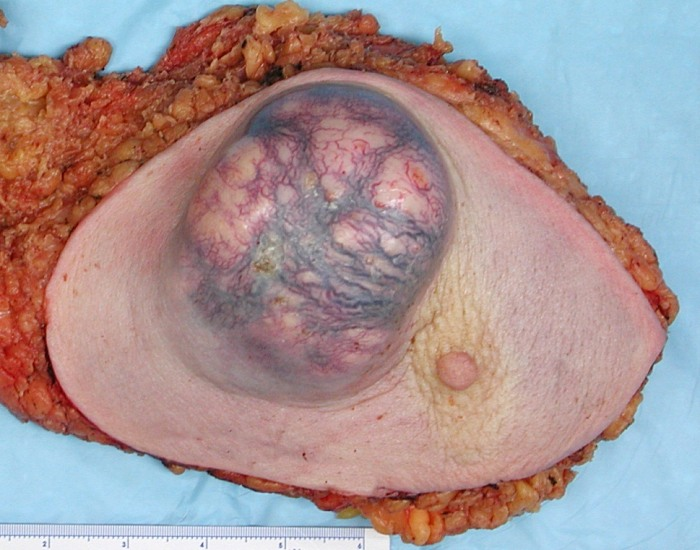
Preparat z mastektomii zawierający bardzo rozległy nowotwór piersi.

### Profilaktyczna mastektomia
Zabieg przeprowadzany jest również zapobiegawczo, jako tzw. mastektomia prewencyjna. Jest wykonywany profilaktycznie, w celu ograniczenia możliwości wystąpienia nowotworu w przyszłości. Rekomendowana jest m.in. u kobiet, u których wykryto geny odpowiedzialne za rozwój nowotworu bądź też występują inne wskazania medyczne. Mastektomia prewencyjna nie chroni jednak przed zachorowaniem w 100 procentach.
Mastektomię profilaktyczną redukującą ryzyko zachorowania na raka piersi (ang. Risk-Reducing Mastectomy) wykonuje się u kobiet z grupy bardzo wysokiego ryzyka (jest ponad 10 razy większe niż u reszty populacji). Są to najczęściej osoby z potwierdzoną mutacją genu BRCA1 i BRCA2 lub mutacją innych genów wysokiego ryzyka zachorowania na raka. Jedną ze znanych kobiet, które ujawniły fakt poddania się temu zabiegowi, jest aktorka Angelina Jolie.